# Améyo Adja
Pour les articles homonymes, voir Aja.
Améyo Adja, née en juillet 1956 à Lomé, est une femme politique togolaise, membre du Parlement panafricain du Togo.

## Biographie

### Enfance
Améyo Adja est née en juillet 1956 à Lomé.

### Carrière
Améyo Adja est élue à l'Assemblée nationale du Togo lors des élections législatives d'octobre 2002 en tant que candidate du Rassemblement pour le renforcement de la démocratie et du développement (RSDD) dans la deuxième circonscription de Lomé. Elle devient ensuite présidente du groupe parlementaire de l'opposition. Elle est élue au Parlement de la CEDEAO par l'Assemblée nationale le 2 novembre 2015, obtenant 59 voix sur les 68 députés présents. Elle est également élue au Parlement panafricain, devenant l'un des cinq membres du Togo lorsque celui-ci commence à se réunir en mars 2004. Sur le plan politique, elle a immensément contribué à l'amélioration des conditions de vies de son peuple ainsi que de toute la nation entière en s'attaquant aux problèmes majeurs de son peuple notamment la pauvreté, les pots de vins  et l'instabilité politique. Grâce à son leadership ainsi que ses qualités de vie, elle fut aimer par toute la population togolaise. Hormis sur le plan politique, elle fut une figure emblématique d'une justice sociale  et d'une justice égalitaire.